# Jeszkotle
Jeszkotle (niem. Jäschkittel) – wieś w Polsce położona w województwie opolskim, w powiecie brzeskim, w gminie Grodków.

## Zabytki
Do wojewódzkiego rejestru zabytków wpisane są:
- kościół fil. pw. św. Antoniego Padewskiego, z XVI w., XIX w.
- dwór, z XIX w.